# Javier Vet
Javier Vet (* 9. září 1993, Amsterdam, Nizozemsko) je nizozemský fotbalový záložník, který v současné době hraje v klubu FC Dordrecht. Hraje na postu defenzivního středopolaře.

## Klubová kariéra
V sezoně 2012/13 hrál za Amsterdamsche FC v nizozemské poloprofesionální třetí lize Topklasse. V červenci 2013 přestoupil do druholigového FC Dordrecht, se kterým vyválčil na konci sezony 2013/14 postup do Eredivisie.